# Microcos florida
Microcos florida är en malvaväxtart som beskrevs av Karl Ewald Maximilian Burret. Microcos florida ingår i släktet Microcos och familjen malvaväxter. Inga underarter finns listade i Catalogue of Life.